# Jared Retkofsky
Jared Michael Retkofsky (født 16. marts 1983) er en tidligere amerikansk fodbold-spiller fra USA, der spillede to år i NFL for Pittsburgh Steelers. Hans position på banen var long snapper.

## Klubber
- Pittsburgh Steelers (2008-2009)
- New York Sentinels (2009)
- Hartford Colonials (2010)